# Heider Marktfrieden

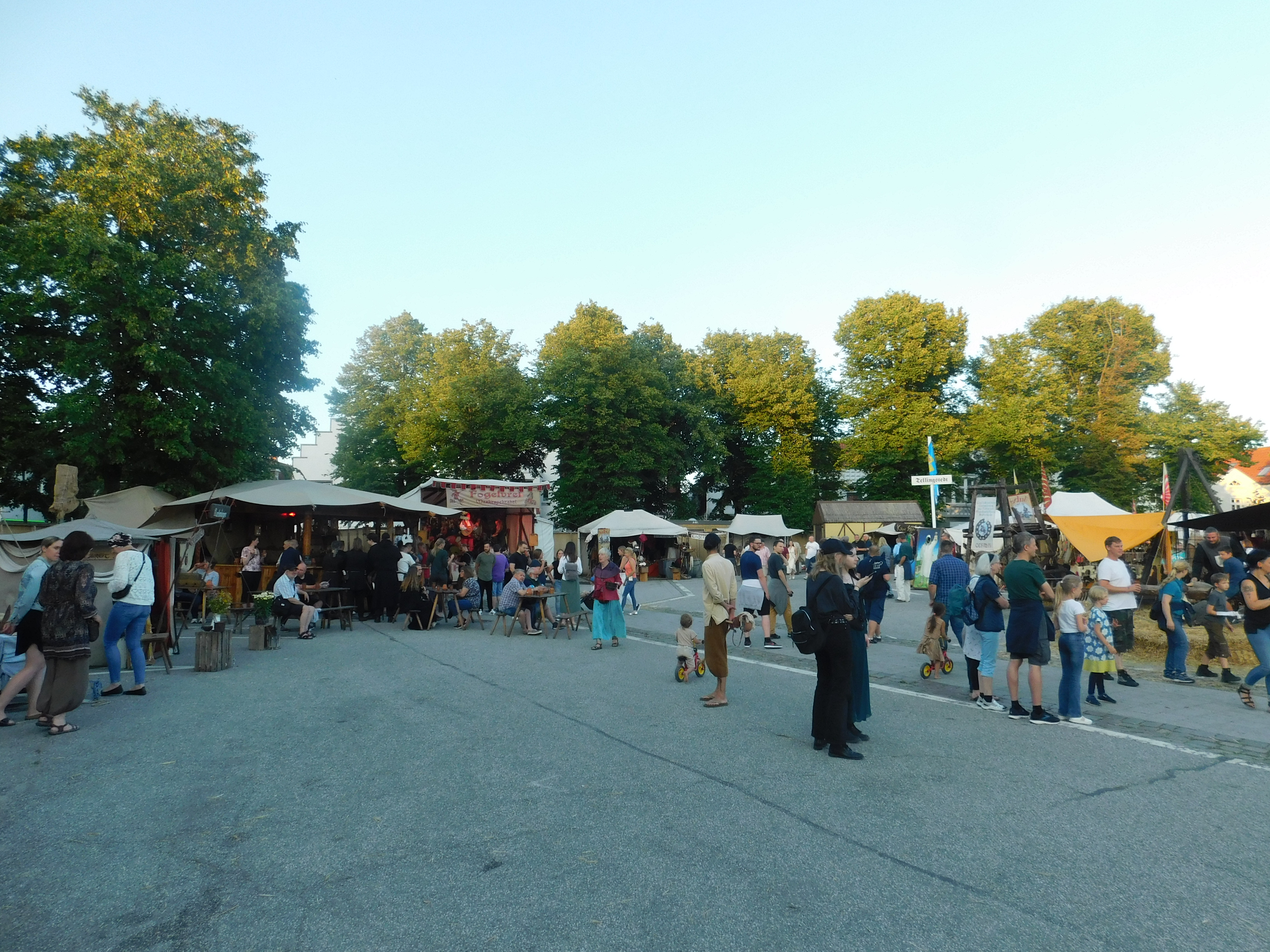
Heider Marktfrieden 2023

Der Heider Marktfrieden ist ein Mittelaltermarkt im schleswig-holsteinischen Heide, der an die im Mittelalter existierende freie Bauernrepublik Dithmarschen und die Bedeutung des Marktfriedens für die Entwicklung der Stadt und dieser Küstenregion erinnern soll.

## Geschichte
Anfang des 15. Jahrhunderts beriefen die Dithmarscher Kirchspiele eine Versammlung ein, um über die in den südlichen Kirchspielen ausgeübte Piraterie zu beraten. Grund waren Übergriffe auf Handelsschiffe, die die Elbe von und nach Hamburg befuhren. Dieses sorgte für Streit mit der Hansestadt, da durch die Dithmarscher Räuber die Hamburger Interessen gestört wurden.
Als Platz dieser Versammlung wurde der neutrale Ort „uppe de Heyde“ nördlich von Meldorf ausgewählt. Aufgrund der günstigen Lage – bei Heide kreuzten sich ein Zweig des Ochsenwegs von Dänemark nach Hamburg und der Weg von der Nordsee entlang des Südufers der Eider Richtung Bordesholm und weiter zur Hansestadt Lübeck – entwickelte sich schnell ein reges Markttreiben. Diese beiden zentralen Veranstaltungen verhalfen Heide bald zu einer führenden Rolle in der Bauernrepublik. Am 13. Februar 1447 wurde auf dem Heider Marktplatz das erste Dithmarscher Landrecht verkündet. Darin enthalten war der Marktfrieden, also die garantierte Sicherheit für alle Händler und Markttreibende vor Plünderern, Räubern und anderen Übergriffen. So war darin verbrieft, dass alle Besucher des Marktplatzes ihre Waffen abgeben mussten.

## Marktfrieden-Feste heute

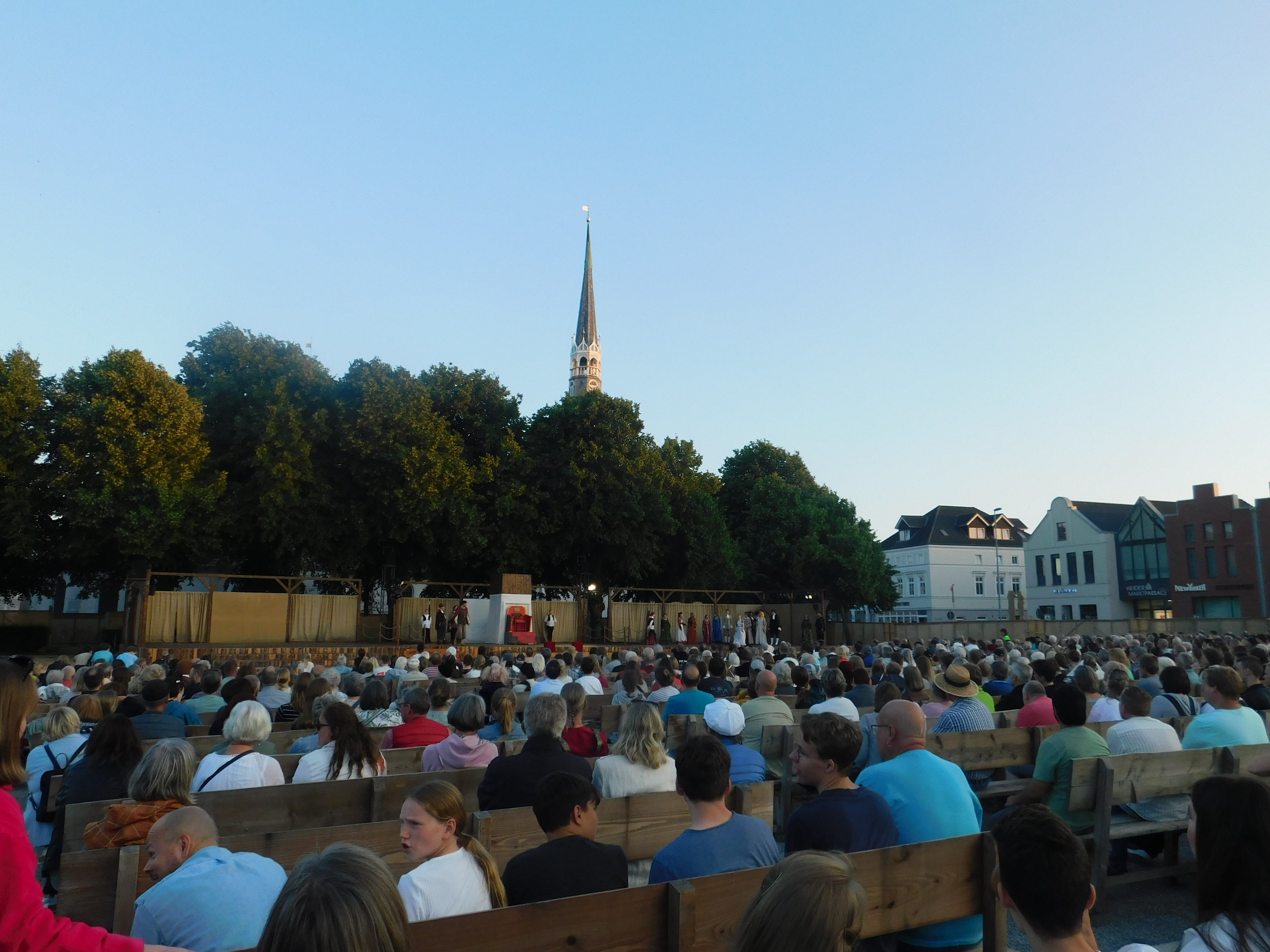
Heider Marktfrieden Aufführung

In Erinnerung an die Blütezeit des alten Heider Marktfriedens findet seit 1990 alle zwei Jahre am zweiten Juliwochenende auf dem mit 4,7 ha größten unbebauten Marktplatz Deutschlands ein historisches Marktfest statt. Das Fest dauert jeweils von Donnerstag, 18.00 Uhr, bis Sonntag, 24.00 Uhr. Um eine terminliche Überschneidung mit den Public-Viewing-Veranstaltungen anlässlich der Fußballweltmeisterschaften zu vermeiden, wurde ab 2019 auf die ungeraden Jahre gewechselt. Dafür fand 2018 kein Marktfrieden statt. Zudem fanden 2022 und 2023 zwei aufeinander folgende Marktfrieden statt, da dieser coronabedingt 2021 ausgefallen war.
Neben dem historischen Markttreiben in Form eines Mittelaltermarktes wird an allen vier Markttagen ein Freilicht-Schauspiel aufgeführt, in dem historische Ereignisse aus der Dithmarscher Bauernrepublik thematisiert werden. Darüber hinaus gibt es zahlreiche Darbietungen von Musikgruppen, Tanzgruppen, Heerlagern, Gauklern, Marktschreiern und Akrobaten.
Am Samstag zieht der große Festumzug als historischer Umzug durch Heide und endet am Marktplatz.
Außerdem findet eine echte Dithmarscher Bauernhochzeit statt, für die sich Dithmarscher Paare bewerben können. Die traditionelle „Brautwerbung“ erfolgt am Samstag. Sie wird von einer historischen Theatergruppe zusammen mit dem Brautpaar in Szene gesetzt und endet in einem Fest für alle. Am Sonntag findet dann mit Kutsche und Gefolge der Hochzeitsumzug statt, der auf etwas kürzerer Strecke als der Festumzug durch Heide zum Marktplatz führt und vor dem Hauptportal der St. Jürgen-Kirche endet. Die kirchliche Trauung wird in plattdeutscher Sprache vollzogen, so dass das Brautpaar diese verstehen sollte.
Veranstalter ist die Stadt Heide. Sie wird personell wie auch finanziell unterstützt durch den Verein zur Förderung des Heider Marktfriedens e. V.